# 94. Sinfonie (Haydn)

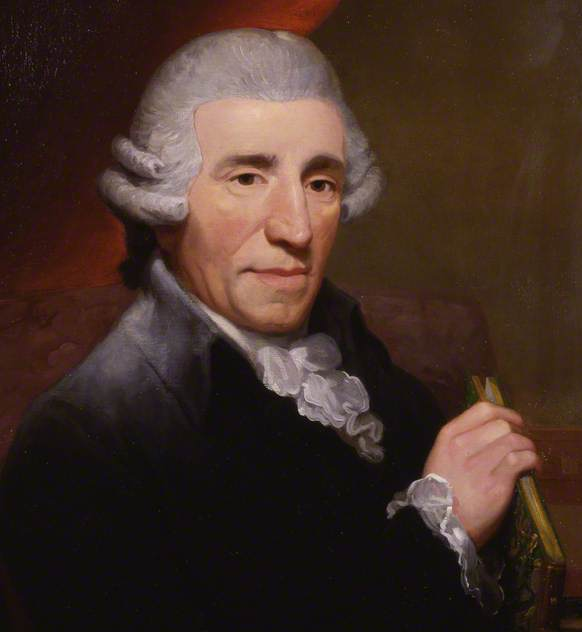
Franz Joseph Haydn (1732–1809)

Die Sinfonie Nr. 94 in G-Dur (Hob. I:94) komponierte Joseph Haydn im Jahr 1791. Das Werk zählt zu den Londoner Sinfonien: es entstand im Rahmen der ersten Londoner Reise, wurde am 23. März 1792 uraufgeführt und trägt den Titel mit dem Paukenschlag bzw. Surprise (englisch: Überraschung), und wird deshalb auch als Paukenschlagsinfonie bezeichnet. Insbesondere der langsame Satz zählt zu den bekanntesten Werken Haydns.
Der deutsche Titel mit dem Paukenschlag bezieht sich auf einen unerwarteten Fortissimoschlag im zweiten Satz. Er ist insofern „etwas unpräzise“, als sich neben den Pauken auch alle anderen Instrumente an dem entsprechenden Schlag beteiligen. In England wurde die Sinfonie mit dem Titel The Surprise (Die Überraschung) bekannt, wobei dieser Titel vermutlich auf den Flötisten Andrew Ashe zurückgeht.
Die beiden zeitgenössischen Haydn-Biographen, Georg August Griesinger und Albert Christoph Dies, berichten in verschiedener Weise zum Hintergrund des Andante:

„Ich fragte ihn [Haydn] einst im Scherz, ob es wahr wäre, daß er das Andante mit dem Paukenschlage komponirt habe, um die in seinem Konzert eingeschlafenen Engländer zu wecken? Nein, erhielt ich zur Antwort, sondern es war mir daran gelegen, das Publikum durch etwas Neues zu überraschen, und auf eine brillante Art zu debütieren, um mir nicht den Rang von Pleyel, meinem Schüler, ablaufen zu lassen, der zur nämlichen Zeit bey einem Orchester in London angestellt war (im Jahr 1792) und dessen Konzerte acht Tage vor den meinigen eröffnet wurden.“

„Haydn machte mit Verdruß die Bemerkung, daß selbst im zweiten Akt [der Konzerte] der Gott des Schlafs seine Flügel über die Versammlung ausgebreitet hielt. Er sah das für eine Beschimpfung seiner Muse an, gelobte, dieselbe zu rächen, und komponierte zu diesem Endzwecke eine Symphonie, in welcher er da, wo es am wenigsten erwartet wird, im Andante, das leiseste Piano mit dem Fortissimo im Kontrast brachte. Um die Wirkung so überraschend als möglich zu machen, begleitete er das Fortissimo mit Pauken. (…) Haydn hatte die Paukenschläger vorzüglich gebeten, dicke Stöcke zu nehmen und recht unbarmherzig dreinzuschlagen. Diese entsprachen auch  völlig seiner Erwartung. Der urplötzliche Donner des ganzen Orchesters schreckte die Schlafenden auf, alle wurden wach und sahen einander mit verstörten und verwunderten Mienen an. (…) Da aber während dem Andante ein empfindsames Fräulein von der überraschenden Wirkung der Musik hingerissen, derselben nicht hinlängliche Nervenkräfte entgegenstellen konnte, deswegen in eine Ohnmacht fiel und an die frische Luft geführt werden mußte, so benützten einige diesen Vorfall als Stoff zum Tadel und sagten, Haydn habe bisher immer auf eine galante Art überrascht, doch dieses Mal sei er sehr grob gewesen. Haydn bekümmerte sich wenig um den Tadel; sein Endzweck, gehört zu werden, war vollkommen und selbst für die Zukunft erreicht.“

Die große Bekanntheit der Sinfonie beruht in erster Linie auf dem zweiten Satz. Dieser war auch für sich in zahlreichen Instrumentierungen und Bearbeitungen verbreitet, von denen die meisten noch in den ersten Jahren nach der Uraufführung entstanden. U. a. handelt es sich dabei um Textierungen der Hauptmelodie und z. T. auch einiger Variationen in verschiedenen Sprachen. Eine der frühesten Bearbeitung für Klavier und Gesang ist in Englisch und Italienisch mit den Texten Hither com ye blooming fair bzw. Per compenso offir non sò. Das Menuett wurde 1811 als Teil eines Quodlibets unter dem Namen Rochus Pumpernickl in Bonn veröffentlicht. Hier ist die Melodie verändert und mit einem fremden Trio zusammengestellt worden. Auch Haydn selbst hat den Satz bearbeitet: In der Arie seines 1801 komponierten Oratoriums Die Jahreszeiten lässt er den Ackermann die Melodie dieses Satzes bei der Arbeit auf dem Felde flöten.
Unklar ist, ob Haydn die Melodie des Andante vollständig selbst komponiert oder ganz bzw. teilweise aus einem Volkslied übernommen hat. Einerseits eignet sich die Melodie ihren einfachen Intervallen und wiederholten Tönen gut zum Vortrag eines Textes, andererseits sprechen aber gerade die vielen Textierungen gegen die Existenz eines allgemein bekannten Liedes.
In der ersten Fassung des zweiten Satzes war der namensgebende Paukenschlag nicht vorgesehen. Nachdem allerdings gemäß den zeitgenössischen Zeitungsberichten der Paukenschlag bei der ersten Aufführung eine große Wirkung erzielte, muss Haydn ihn schon vorher angebracht und den zweiten Satz aus dem Autograph entfernt haben. Die betreffende Seite ist im enthaltenen Fragment auch durchgestrichen, aber die geänderte Fassung in der Eigenschrift des Komponisten ist bis heute nicht aufgefunden worden.
Beispiele für Aussagen zur Sinfonie Nr. 94:

„Die Symphonie […] weist […] eine einfache und klare tonale Struktur auf. Von ihren vier Sätzen stehen drei in der Haupttonart, G-Dur. Die Einfachheit geht so weit, dass selbst die Einleitung zum ersten Satz und das Trio des Menuetts in G-Dur geschrieben sind. Allein für den zweiten […] Satz wählte Haydn eine andere Tonart, nämlich die Subdominant-Tonart C-Dur, und dieser Satz ist auch der einzige, in dem ein längerer Moll-Abschnitt vorkommt. Im ganzen Werk werden also tonale Spannungen geradezu vermieden.“

„Insgesamt ist die Sinfonie Nr. 94 zwar nicht übermäßig komplex, aber doch auch weniger leicht zu durchschauen, als dies der Beiname suggeriert, der nicht wenige Interpreten dazu bewog, sich allein dem Überraschungseffekt des Paukenschlags zuzuwenden. Die im Vergleich zu den früher angeführten „Londoner Sinfonien“ schwerere Verständlichkeit der Nr. 94 dürfte auch der Grund sein, warum Haydn die schon 1791 komponierte Sinfonie zunächst zurückhielt und erst 1792 als fünfte Sinfonie der Serie aufführen ließ.“

„[Die Sinfonie] hat im Laufe der Haydn-Rezeptionsgeschichte eine für ein tieferes Verständnis dieses Werkes geradezu ruinöse Popularität erlangt: Die ‚Paukenschlag‘-Symphonie nimmt im gängigen Haydn-Repertoire etwa dieselbe Stelle ein wie ‚Eine kleine Nachtmusik‘ im Mozart- oder die ‚Schicksalssymphonie‘ im Beethoven-Repertoire.“

## Zur Musik
Besetzung: zwei Querflöten, zwei Oboen, zwei Fagotte, zwei Hörner in D, zwei Trompeten in D, Pauken, Violine I u. II, Viola, Violoncello, Kontrabass. Zahlreiche Quellen wie Konzertankündigungen, Presseberichte und Erinnerungen belegen, dass Haydn die Sinfonien seines ersten Londoner Aufenthalts vom Cembalo (harpsichord) oder vom Pianoforte aus leitete oder dabei den „Vorsitz“ hatte, wie Burney es ausdrückte (“Haydn himself presided at the piano-forte”). Nach der damaligen Aufführungspraxis ist dies ein Indiz für den ursprünglichen Gebrauch eines Tasteninstrumentes (Cembalo oder Fortepiano) als nicht notiertes Continuoinstrument in den „Londoner Sinfonien“.
Aufführungszeit: ca. 25 Minuten
Bei den hier benutzten Begriffen der Sonatensatzform ist zu berücksichtigen, dass dieses Modell erst Anfang des 19. Jahrhunderts entworfen wurde (siehe dort). – Die hier vorgenommene Beschreibung und Gliederung und Beschreibung der Sätze ist als Vorschlag zu verstehen. Je nach Standpunkt sind auch andere Abgrenzungen und Deutungen möglich.

### Erster Satz: Adagio cantabile – Vivace assai

Abb. 1: Themenmaterial des ersten Satzes: Einleitung, erstes Thema und drittes Thema mit gemeinsamer Quarte

Adagio cantabile: G-Dur, 3/4-Takt, Takt 1–17
Das Adagio beginnt mit einem zweitaktigen G-Dur – Motiv in den Bläsern, dem ein weiteres zweitaktiges Motiv der Streicher in tiefer Lage gegenübergestellt wird. Dieses führt zur Dominante D-Dur, so dass beide Motive wie Frage und Antwort wirken. Die Motive werden wiederholt, das der Bläser auch mit Flöte, während das Streichermotiv nun „geschlossen“ zur Tonika G-Dur zurückführt. Die Achtelbewegung dieses Motivs wird fortgesponnen und mündet als chromatisch aufsteigende Tonwiederholungsreihe mit betonter Bassbewegung in einen Dominantseptakkord, der den eigentlichen Schluss der Einleitung darstellt. Die 1. Violine leitet mit ihrer fallenden Achtelfigur zum folgenden Vivace über.
Vivace assai: G-Dur, 6/8-Takt, Takt 18–257
Der Satz hat insgesamt einen tänzerischen Charakter; kennzeichnend sind die Kürze des Hauptthemas, die abrupten Wechsel zwischen forte und piano sowie die meist fortlaufende Bewegung. Die Themen kontrastieren kaum zueinander.
Das erste Thema wird zum Satzbeginn piano nur von den beiden Violinen vorgestellt. Die Quarte aufwärts am Themenanfang erinnert an den Beginn der Einleitung. Harmonisch bleibt das Thema im Dominantbereich; erst am Anfang des fünften Taktes (Takt 22) wird die Tonika mit einer abrupt im Forte-Tutti einsetzenden „sprudelnde(n) Bewegung“ erreicht, die ohne Zäsur weiterläuft. Der Grundton G wird dabei neun Takte lang gehalten, während darüber in zunehmend kürzeren Abständen ein Wechsel von Tonika (G-Dur) und Dominante (D-Dur) stattfindet. Daher und durch die Verkürzung der Notenwerte entsteht der Eindruck der Beschleunigung (Accelerando). Ab Takt 30 folgt eine Wendung zur Dominante, die acht Takte lang umspielt wird, wobei nun mit Verlangsamung (Ritardando) durch Verlängerung bzw. Auslassen (Bassfigur, Fortlassen der Bläser). In Takt 38 sind nur noch zwei Melodietöne eines Dominantseptakkordes übrig geblieben, ähnlich dem Schluss der Einleitung.
Ab Takt 39 wird das erste Thema wiederholt, nun mit einer weiteren gegenstimmenartigen Figur in der Oboe. Der folgende Forte-Block des ganzen Orchesters (ab Takt 43) mit Tremolo und gebrochenen Akkorden lenkt zur Dominante hin. Ein weiterer Auftritt des ersten Themas erfolgt in Takt 54 in d-Moll mit anschließender Forte-Kadenz über A-Dur nach D-Dur.
In Takt 66 setzt dann wiederum im abrupten Wechsel von Forte zu Piano eine neue Passage in D-Dur ein, die man als Motiv oder eigenständiges Thema ansehen kann. Es handelt sich dabei um eine schwebende Figur mit virtuosen Läufen und tanzartigem Wechsel zwischen D-Dur und A-Dur. Die Figur wird unter Hinzunahme der Bläser bis zum Forte (Takt 74) weitergesponnen.
Ein weiteres Thema (je nach Ansicht das zweite oder dritte Thema) schließt in Takt 80 piano in D-Dur an. Es besteht aus einem zweitaktigen, wiederholten Motiv und einer kadenzartigen Wendung von drei Takten. Das Thema wird variiert unter Bläserbeteiligung wiederholt und endet als Trugschluss, der über eine Bläserfigur mit Triller in der 1. Oboe zur Schlussgruppe (ab Takt 99) führt. Diese ist durch Läufe, Unisonobewegung und Tonrepetition gekennzeichnet. Mit auslaufender Tonrepetition auf h in der 1. Violine endet die Exposition in Takt 107. Sie wird wiederholt.
Die Durchführung (Takt 107–153) setzt als Variante des ersten Themas ein, dessen Material dann fortgesponnen wird. Ab Takt 123 moduliert Haydn mit gebrochenen Akkorden, die abrupt im Forte auf A-Dur beginnen und über d-Moll, B-Dur und g-Moll zu einer Passage mit chromatisch absteigender Bewegung (Takt 134–140) führt. Diese mündet in Fis-Dur, das als Dominante zum folgenden h-Moll fungiert. Nach einer Kadenz in h-Moll kündigen Tonrepetitionen auf h, die (im Unterschied zum Ende der Exposition und Durchführung) mit G zusammenklingen, die Tonika und damit die Reprise an. Der Reprisenbeginn erscheint dadurch verschleiert. Von Takt 197-140 erfolgt eine Umstimmung der Pauke von D nach A, d. h. die Pauke wechselt in diesem Abschnitt zwischen den Tönen D und A (ansonsten: G und D).
Die Reprise (ab Takt 154) beginnt zunächst entsprechend der Exposition, jedoch fehlen die beiden Wiederholungen des ersten Themas. Auf das zweite Thema folgt ab Takt 195 eine durchführungsartige Passage, in dem das erste Thema dreimal auftritt: im Bass, in den Oberstimmen und im Unisono. Nach der Kadenz in Takt 210 bis 214, deren Zielton G überraschenderweise lediglich von den Hörnern im Piano gespielt wird, folgen zwei weitere Auftritte des Themas in der 1. Violine (ab Takt 219) sowie in den Bläsern (ab Takt 222). Das dritte Thema schließt sich unmittelbar an (Takt 228), so dass die in der Exposition weit entfernten Themen 1 und 3 hier direkt nebeneinanderstehen und wie zwei Hälften eines einzigen Themas wirken. Die aus der Exposition bekannte Schlussgruppe (ab Takt 248) beschließt den Satz.

### Zweiter Satz: Andante

Abb. 2: Thema

Abb. 3: Schema der Charakteristika der Motive des Andante-Themas

C-Dur, 2/4-Takt, 156 Takte, Variationsform. Mögliche Struktur:
Vorstellung des Hauptthemas Takt 1–32 (vgl. Abb. 2–3). Die zugrunde liegende, sehr einfache und einprägsame Melodie ist achttaktig mit je vier Takten Vorder- und Nachsatz. Grundbestandteil ist ein zweitaktiges Motiv. Begleitet wird die Melodie anfangs lediglich durch einen Ton am Anfang des Taktes im Bass. Nach ihrem ersten Durchlauf (Takt 1–8) wird das Thema wiederholt, nun im Pizzicato-Pianissimo. In Takt 16 setzt unvermittelt ein Fortissimo-Schlag des ganzen Orchesters auf G-Dur ein (der „Paukenschlag“), nachdem die Melodie schon zu Beginn von Takt 16 beendet ist. Als sei nichts gewesen, folgen nun vier Takte eines weiteren Motivs (B-Teil des Themas), der mit seinen Sechzehnteln etwas beweglicher ist als der vorangegangene, recht starre A-Teil. Anschließend (Takt 21–24) wird der A-Teil als Variante wiederholt, so dass sich ein Grundgerüst von ABA bzw. der dreiteiligen Liedform ergibt. B und A-Teil werden nun nochmals mit Bläserbeteiligung wiederholt, bevor die eigentlichen Variationen beginnen.
Im Detail ergibt sich für das Thema folgende Struktur (vgl. Abbildung 2):
Diese Motive lassen sich melodisch und harmonisch kontrastierenden Bereichen zuordnen (Abb. 3):
- Drei- oder Vierklang (a, b, c, a’, c’) – Tonleiter (d, d’)
- aufsteigend (a, a’) – abfallend (b, c, d, d’, c’)
- Tonika von C-Dur (a, a’, c’2. Takt) – Dominante von C-Dur (b, d, d’, c’1. Takt)

Auch rhythmisch lassen sich kontrastierende Bereich feststellen:
- Die Motive a, b und a’ bestehen aus einer Kette von sechs Achteln und einer Viertel, die das Ende des Motivs markieren.
- Die Motive d und d’ sind durch einen punktierten Rhythmus / Sechzehntelnoten angereichert. Deshalb wirkt der Beginn des zweiten Teils lebhafter als der erste Teil. Diese Sechzehntel sind aber nur „Füllnoten“ oder Verzierungen.

Abb. 4: Schema zur ersten Variation

Abb. 5: Gegenstimme und Thema der ersten Variation (Takt 33 bis 37)

Die erste Variation (Takt 33–48, C-Dur, Abb. 4–5) beginnt mit einem weiteren Fortetuttischlag (nicht mehr Fortissimo). 2. Violine und Viola spielen das Thema, während 1. Violine und z. T. Flöte (bei Motiv c) mit einer Gegenstimme einsetzen. Diese Gegenstimme (Abb. 5) verläuft im Wesentlichen in Terz- und Sextparallen zum Thema, verdichtet aber durch Vorhalte und Durchgangsnoten den gleichförmigen Rhythmus der Achtelnoten des Themas zu einer Kette von Sechzehntelnoten. Eine Ausnahme bildet der erste Takt von Motiv d’, hier werden den Sechzehnteln des Themas Achtel in der Begleitung entgegengesetzt. In den letzten beiden Takten (Motiv c’) verlaufen Begleitstimme und Thema parallel.
Die zweite Variation (Takt 49–74, c-Moll, Abb. 6–8) bringt eine Verkürzung, indem die vier Anfangstakte der ersten Hälfte (Fortissimo, Unisono des ganzen Orchesters) mit den vier Schlusstakten der zweiten Hälfte (Streicher, Piano) verknüpft werden. Anstatt der zu erwartenden zweiten Hälfte erfolgt dann eine freie Fortspinnung im Forte mit Dialog zwischen 1. und 2. Violine über Es-Dur, f-Moll sowie punktierten Rhythmen im Unisono. Die Überleitung zur 3. Variation erfolgt über eine fallende Figur der 1. Violine.
|  |  |  |

Die dritte Variation (Takt 75–106, C-Dur) umspielt die Grundtöne des Themas mit gebrochenen Terzen in einer Sechzehntel-Bewegung. Die Wiederholungen von Vorder- und Nachsatz sind auskomponiert, da sie sich durch kleinere Abweichungen voneinander unterscheiden. Zunächst trägt die 1. Oboe, von den Streichern begleitet, die durch Sechzehntel-Repetitionen rhythmisierten Motive a und b vor. Der Rest der Variation wird von einem Trio bestritten: Das Thema, beiden Violinen unisono gespielt, übernimmt als tiefste Stimme die Bassfunktion, Flöte und 1. Oboe fügen eine Gegenstimme hinzu. Bei der Wiederholung des B-Teils treten die Hörner zur Stützung der Harmonie hinzu. Im Motiv d’ übernimmt die Flöte vorübergehend die Hauptnoten des Themas, die Schlussnoten (Motiv c’) werden zur Betonung der Kadenz Subdominante – Dominante – Tonika zu f’-g’-c’ geändert. Das Material dieses Trio-Teiles verwendete Haydn später in der Arie Nr. 4 „Schon eilet froh der Ackersmann“ seines Oratoriums „Die Jahreszeiten“.

Abb. 9: Veränderungen der Motive a und b des Vordersatzes in der vierten Variation

Die vierte Variation (Takt 107–138, C-Dur, Abb. 9) ist marschartig-pompös gehalten. Der A-Teil steht zunächst im Fortissimo und verwendet das volle Orchester mit synkopierter Begleitung. Bevor der B-Teil im Forte folgt, ist ein weiterer kompletter Durchlauf mit völlig anderem Charakter für Streicher und Fagott im Piano eingeschaltet, wobei der A-Teil den punktierten Rhythmus vom B-Teil übernimmt (Takt 115–130, ggf. als Variation Nr. 5 interpretierbar). Bei der Wiederholung des Vordersatzes weist Motiv a in Violine I und II eine weitere rhythmische und melodische Variation auf, Motiv b wird in die Unterstimmen verlegt und von den beiden Violinen mit der bereits aus Variation 1 bekannten Oberstimme begleitet, die dort allerdings Begleitung im Nachsatz ist.
Eine Coda (ab Takt 139) mit Fanfare und anschließendem Verhallen des Themas über gehaltenen Sept- und Septnonakkorden der Streicher und einem Orgelpunkt auf C beendet den Satz.
Michael Walter interpretiert den Satz dahingehend, dass Haydn mit dem absichtlich banal-einfachen Thema und der „kunstvollen Kunstlosigkeit“ der Variationen die Erwartungshaltung der Zuhörer täuschen wollte, so bleibt z. B. auch der Fortissimo-Schlag vom Anfang für den weiteren Satzverlauf folgenlos. Donald Francis Tovey assoziiert das Thema, das in verschiedenen Variationen über einen Geflügelhof watschele, mit gänseartiger Feierlichkeit. Bei der dritten Variation scheine die Oboe ein Ei gelegt zu haben.

### Dritter Satz: Menuetto. Allegro molto
G-Dur, 3/4-Takt, mit Trio 89 Takte
Das Menuett ist aus mehreren Floskeln zusammengesetzt, die neu kombiniert und variiert werden. Bemerkenswert ist daneben auch die Tempobezeichnung, die sich deutlich vom Tanzmenuett löst, mit der des vierten Satzes identisch ist und in Richtung auf das Scherzo weist, das sich später als dritter Satz in Sinfonien etablierte. Der Satz beginnt forte als ländlerartige Melodie (Takt 1–8), wobei Flöte, Fagott und 1. Violine stimmführend sind. Die Melodie besteht bis auf den Achtelauftakt aus fortschreitenden Vierteln mit Sprüngen und abgesetzter Bewegung. Ab Takt 9 folgt im Kontrast ein neuer Teil im Piano mit einer Pendelfigur im Dialog zwischen Oberstimme und Bass. Eine Kadenzfigur mit Achtellauf beendet die erste Menuetthälfte.
Die zweite Hälfte beginnt imitatorisch mit der Achtelfigur, die die erste Hälfte beendet hat. Der Schlussteil dieser Figur wird dann fortgesponnen (ab Takt 25) und mit markanten Akkordschlägen unterstützt (ab Takt 28, jeweils eine Folge von Subdominant-Septakkord und zugehöriger Tonika). Nach vier Takten Verharren auf der Dominante erklingt wie ein Echo der Auftakt in den Oberstimmen, der unerwarteterweise von seiner Umkehrung im Bass beantwortet wird, bevor die Hauptmelodie vom Satzanfang wieder einsetzt. Das Thema wird aber nun nicht zu Ende geführt, sondern verharrt wiederum fünf Takte auf der Dominante inklusive Fermate und Paukenwirbel. Mit wiederholten Auftaktwendungen in der Tonika G-Dur folgt der Schlussabschnitt des Menuetts: Über einem Orgelpunkt auf G erklingt die Pendelfigur aus Takt 9.
Das Trio steht ebenfalls in G-Dur und ist für Streicher und Fagott im Piano gehalten. Die Kadenzfigur vom Ende des ersten Menuettteils tritt als Umkehrung (abwärts statt aufwärts) in Kombination mit Intervallsprüngen in Vierteln wieder auf. Die erste Hälfte des Trios ist symmetrisch in 4 + 4 Takte aufgebaut. In der zweiten Hälfte wird die Intervallfigur aus Vierteln sequenziert. Die Rückführung zur Hauptmelodie des Trios ist durch laufende Wiederholungen der Auftaktfigur verzögert, so dass vorübergehend ein neuer metrischer Schwerpunkt entsteht.

### Vierter Satz: Finale. Allegro (di) molto
G-Dur, 2/4-Takt, 268 Takte
Das erste Thema mit tänzerischem Charakter ist periodisch aufgebaut und wird zunächst von den Streichern piano vorgestellt. Nach der Wiederholung des Themas mit Flöte folgt ein neuer Teil für Streicher (B-Teil des Themas, Takt 17–30), an den sich wiederum die Wiederholung der Anfangsmelodie (A-Teil) anschließt (Takt 31–37, nun neben den Streichern auch mit Flöte und Fagott). Für den weiteren Satzaufbau sind zum einen die Auftaktfloskel des Themas (Motiv 1), eine Sechzehntel-Floskel vom B-Teil (Motiv 2) sowie die Schlusswendung vom ersten Thema in Takt 37 (Motiv 3) von Bedeutung. Ohne Zäsur folgt ein Überleitungsabschnitt im Forte-Tutti. Während die Violinen durchgehende Läufe spielen, treten Motiv 3 und Motiv 1 im Bass auf. Ab Takt 59 spielen die 2. Violine und die Viola den Kopf vom ersten Thema. Nach chromatisch absteigender Akkordfolge mündet die Passage als Kadenz auf der Dominante, deren Zielakkord jedoch durch eine Generalpause (Takt 74) ersetzt wird. Dadurch wird die Aufmerksamkeit auf das nun einsetzende zweite Thema gelenkt.
Dieses steht wie das erste Thema im Piano, wird von den Streichern vorgestellt und besteht aus zwei viertaktigen Einheiten, von denen die erste wiederholt wird. Mit Ausnahme der Schlusskadenz stellt das Thema ein Pendeln zwischen Tonika und Dominante dar, wobei der Bass ständig den Ton D wiederholt. Als Begleitung verwendet Haydn in der 2. Violine Motiv 1. In der Schlussgruppe (ab Takt 87) dominieren Sechzehntel-Läufe der Violinen und Akkordmelodik. Die Exposition endet in Takt 99 mit drei Forte-Schlägen auf D und geht ohne Wiederholung in die Durchführung über (alternativ könnte man das Ende der Exposition auch in Takt 103 sehen).
Die Durchführung beginnt mit einer zweifachen Wiederholung der Viertelschläge auf C, die harmonisch als Dominantseptakkord zum folgenden Auftritt des ersten Themas in G-Dur wirken. Dadurch entsteht beim Hörer zunächst der Eindruck, als ob die Exposition wiederholt wird (hier allerdings mit, am Satzanfang dagegen ohne Fagott). Abweichend davon folgt jedoch ab Takt 112 eine Passage mit Motiv 3 im Bass und starken harmonischen Wechseln insbesondere ab Takt 121 (C-Dur – A-Dur – D-Dur – H-Dur – e-Moll bis Takt 124). Durch Wiederholung von Motiv 1 beruhigt sich das Geschehen einerseits, andererseits so wird ein weiterer Durchlauf des ersten Themas ab Takt 146 angekündigt. Der überraschende Auftritt im Forte mit dem Thema in g-Moll setzt den Beginn für den folgenden Modulationsabschnitt über die B-Tonarten (Es, F und B – Dur), wobei auch Motiv 2 in den Violinen im Fortissimo (ab Takt 160) erscheint. Nach Rückmodulation zur Dominante D-Dur folgt ein Auslaufen in Sechzehnteln in der 1. Violine.
Die Reprise (ab Takt 182) ist als verkürzter Ablauf der Exposition angelegt: Die Wiederholungen des ersten Themas fallen weg, es erscheint gleich mit dem B-Teil; zudem ist der Abschnitt zwischen den beiden Hauptthemen verkürzt. Unmittelbar auf das zweite Thema folgt eine Coda (ab Takt 222) mit Motiv 1 im Piano und einer von einem Paukenwirbel angekündigten überraschenden Wendung nach Es-Dur mit dem ersten Thema im Forte. Mit Akkordmelodik im Fortissimo endet der Satz, wobei Motiv 3 zwischengeschaltet ist (Takt 255).
Ludwig Finscher (2000) meint zu diesem Satz, dass „die thematischen Gedanken nur dazu dienen, eine schwindelerregende, kaleidoskopische Fülle thematischer Verwandlungen auszulösen (…).“ Die Struktur des Satzes kann – wie auch bei einigen anderen Schlusssätzen der Londoner Sinfonien – als Mischung zwischen Sonatensatzform und Rondo interpretiert werden („Sonatenrondo“).